# Frank Ocean
Christopher Francis „Frank“ Ocean (rodným jménem Christopher Edwin Breaux, * 28. října 1987) je americký zpěvák a textař. Svou kariéru začal jako ghostwriter a v roce 2010 se stal členem hip hopového kolektivu Odd Future. V roce 2011 zveřejnil svou průlomovou mixtape s názvem Nostalgia, Ultra, která se dočkala velkého uznání kritiků. Z mixtape pochází jeho první komerčně úspěšný singl „Novacane“.
V červenci 2012 vyšlo jeho debutové album Channel Orange, které opět získalo ocenění kritiků a současně se stalo i komerčně úspěšným, když se umístilo na 2. příčce žebříčku Billboard 200. K propagaci alba byly vydány tři singly: „Thinkin Bout You“, „Pyramids“ a „Sweet Life“. Ocean v roce 2016 vydal vizuální album Endless a také své druhé studiové album Blonde. Album bylo opět oceněno kritiky a umístilo se na první příčce žebříčku Billboard 200.

## Dětství a mládí
Narodil se jako Christopher Edwin Breaux dne 28. října 1987 ve městě Long Beach, stát Kalifornie. V roce 1992 se jeho rodina přestěhovala do města New Orleans, stát Louisiana.
Vyrůstal ovlivňován prostředím lokální jazzové scény a současně poslechem CD své matky (mezi nimi Celine Dion, Anita Baker a soundtrack z Fantoma opery). V roce 2005 začal studovat na University of New Orleans. Brzy poté, v srpnu 2005, na město udeřil hurikán Katrina a Ocean byl přeřazen na University of Louisiana at Lafayette.

## Kariéra

### 2005–2011: Začátky v Los Angeles a mixtape
V roce 2005 mu hurikán Katrina zničil veškeré dosud zakoupené nahrávací zařízení. Rozhodl se proto odjet do nahrávacích studií v Los Angeles, kde plánoval zůstat pouze šest týdnů, ale po několika setkáních s lidmi z hudební branže se nechal přesvědčit, aby zůstal déle a věnoval se hudební kariéře, ke které inklinoval již od mládí v New Orleans. V Los Angeles byl zaměstnán jako textař a ghostwriter a spolupracovat s předními producenty na písních pro zpěváky jako Justin Bieber, John Legend, Brandy a Beyoncé. Postupně ho práce ghostwritera přestala uspokojovat a rozhodl se plně věnovat vlastní kariéře. V roce 2009 se setkal s hip hopovým uskupením Odd Future a spřátelil se s jeho protagonistou Tylerem, The Creatorem. V témže roce mu producent Tricky Stewart pomohl zajistit nahrávací smlouvu u Def Jam Recordings. V roce 2010 se stal členem uskupení Odd Future.
V únoru 2011 vydal svůj první mixtape s názvem Nostalgia, Ultra. Mixtape se dočkala pozitivního přijetí u kritiků (83/100 bodů na Metacritic, založeno na 9 recenzích). Mixtape Oceana proslavila a vedla ke spolupráci s rappery Jay-Z a Kanye Westem na jejich společném albu Watch the Throne. Ocean se podílel na dvou písních „No Church in the Wild“ a „Made in America“.

### 2012–2014: Channel Orange
V březnu 2012 spolupracoval na společném albu Odd Future s názvem The OF Tape Vol. 2. Album debutovalo na 5. příčce žebříčku Billboard 200.
V dubnu 2012 vydal sólo singl „Thinkin Bout You“ ke svému debutovému albu. Píseň původně napsal pro debutové album zpěvačky Bridget Kelly, přičemž původní verze unikla na internet již v roce 2011. Singl se umístil na 32. příčce žebříčku Billboard Hot 100. Druhý singl „Pyramids“ byl vydán v červnu 2012 a do hlavního US žebříčku nevstoupil. V červenci byl vydán třetí singl „Sweet Life“, ani ten v žebříčcích neuspěl. V červenci bylo vydáno i celé album Channel Orange. Album debutovalo na 2. příčce žebříčku Billboard 200 s 131 000 prodanými kusy v prvním týdnu prodeje. V lednu 2013 album obdrželo certifikaci Recording Industry Association of America zlatá deska za 500 000 ks v distribuci. Do září 2014 se alba prodalo 621 000 ks. Album zaznamenalo úspěch také u kritiků. Na stránce Metacritic obdrželo hodnocení 92 bodů ze 100, které je založené na 47 odborných recenzích. Album doprovázela turné 2012 Summer Tour v USA a You're Not Dead... 2013 Tour v Evropě a Kanadě.

### 2015–2016: Endless a Blonde
V roce 2013 oznámil, že začal pracovat na svém druhém studiovém albu. Již v dubnu 2014 prohlásil, že album je téměř hotové. Další prohlášení k albu bylo zveřejněno až o rok později v dubnu 2015, kdy uvedl, že album bude vydáno v červenci 2015 a bude k dostání ve dvou verzích. V této době se začalo spekulovat, že album ponese název Boys Don't Cry. Nicméně album v tomto termínu vydáno nebylo.
Dne 19. srpna 2016 byla během živého streamingu přehrána nová hudba Franka Oceana, na konci streamu se objevil odkaz na nové vizuální album s názvem Endless, které byl ovydáno exkluzivně na Apple Music. Vizuální album je nahráno v žánrech ambientní hudba a avantgardní hudba. Vydáním alba byla splněna a ukončena smlouva se společností Def Jam Recordings, kterou Ocean obviňoval z prodlev u vydávání a slabé podpory. Z alba nebyly vydány žádné singly a nebylo vydáno k prodeji, ale pouze ke streamování.
Následujícího dne, 20. srpna 2016, byl zveřejněn videoklip k nové písni „Nikes“. Brzy poté překvapivě vydal své druhé studiové album s názvem Blonde. Album bylo nahráno u jeho nezávislého labelu Boys Don't Cry. Během prvního týdne prodeje se prodalo 275 000 ks (i se streamy). Singl „Nikes“ se umístil na 79. příčce žebříčku Billboard Hot 100. Album si opět vysloužilo pozornost a uznání kritiků (87/100 na Metacitic, založeno na 37 recenzích).

### 2017–...:Třetí album
V březnu 2017 vydal nový singl s názvem „Chanel“, který se umístil na 72. příčce žebříčku Billboard Hot 100. V dubnu následoval singl „Biking“ (ft. Jay-Z a Tyler, the Creator), a poté „Lens“, ty ovšem v hitparádách neuspěly. Ocean tyto písně zveřejnil ve své radiové show Blonded Radio, kterou má na stanici Beats 1.

## Diskografie

### Studiová alba
- 2012: Channel Orange
- 2016: Blonde

### Vizuální alba
- 2016: Endless

### Mixtapes
- 2011: Nostalgia, Ultra